# Vobako Korfbal Club
Vobako is een Belgische korfbalclub uit Lichtaart.

## Geschiedenis
De club werd opgericht op 17 april 1971 door onder andere oprichters Wilfried Engels en Greta Torfs. De clubnaam Vobako staat voor VO (volleybal) BA (basketbal) KO (korfbal). Echter zijn gedurende de jaren de volleybal- en basketballtak verdwenen en wordt er enkel nog maar korfbal gespeeld bij Vobako.

## Successen
De jeugdteams van Vobako wonnen een aantal Belgische prijzen (kadetten in 2000 en 2001), maar bij de senioren is nog geen Belgische eindprijs gepakt.